# Enrico Pionetti
Enrico Pionetti (Parma, 5 aprile 1955) è un allenatore di calcio ed ex calciatore italiano, di ruolo portiere.

## Carriera

### Giocatore
Cresciuto nel settore giovanile dell'Audace di Parma, è passato poi nel settore giovanile della Sampdoria, con la quale vince un'edizione del Tornei di Viareggio ed esordisce nella massima serie. Ha giocato in Serie A anche con Lecce e Brescia per un totale di 10 presenze.
Ha vestito anche le maglie di Anconitana, Salernitana, Cremonese e Imperia.

### Allenatore
Dal 2000 al 2005 allena i portieri dell'Nizza con promozione dalla L2 alla L1. Dal 2005 al 2006 allena i portieri del Bologna in serie B. Dal 2008 al 2012 allena i portieri dell'Ajaccio, con promozione dalla L2 alla L1.
Nel luglio 2017 viene ingaggiato dalla Nazionale di calcio della Nigeria come allenatore dei portieri in vista dei Mondiali di calcio 2018.
Il 17 luglio 2021 viene annunciato il suo ingaggio come allenatore dei portieri dell'Asd Albenga 1928.

## Palmarès

### Club

#### Competizioni nazionali
- Serie B: 1

Lecce: 1984-1985

#### Competizioni giovanili
- Torneo di Viareggio: 1

Sampdoria: 1977